# Sokółka
Sokółka è un comune urbano-rurale polacco del distretto di Sokółka, nel voivodato della Podlachia.
Ricopre una superficie di 313,62 km² e nel 2004 contava 26 647 abitanti. La zona ha una consistente minoranza tatara.

## Storia
Con la precedente suddivisione in voivodati, dal 1975 al 1998 la città ha fatto parte del voivodato di Białystok.